# Kai Løvring
Kai Løvring (født Kai Aage Knudsen 9. februar 1931 i Odense, død 15. november 2002 i Herlev) var en dansk komiker, skuespiller og bugtaler. Han var især kendt for figuren Eskild fra Svendborg og fra Nykøbing F. Revyen.

## Karriere
Kai Løvring indledte sin karriere allerede som 5-årig, da han optrådte med mundharmonika og på det daværende Christiansminde Badehotel i Svendborg vandt en amatørkonkurrence med sangen "Lillemor, jeg har skuffet dig så tit".
Han blev uddannet som elektriker og kastede sig som 19-årig ud i alle mulige amatørkonkurrencer som musiker og skuespiller og gav fritidsoptræden i forsamlingshuse, revyer og det lokale Fyens Tivoli med selvskrevne varieténumre, vitser og parodier. Han dumpede til optagelsesprøven på Odense Teater og fik aldrig en skuespilleruddannelse.
I 1956 fik han sit første professionelle engagement på Københavnerkroen og var i ni år fast underholder på Rosenhaven på Dyrehavsbakken bl.a. sammen med Cleo og John Martinus. Han optrådte i Lorry inden Volmer-Sørensen i 1972 hentede ham til Nykøbing F. Revyen, hvor han gennem flere sæsoner medvirkede i Revykøbing kalder. I 1976 var han første gang engageret i Cirkusrevyen, hvor han bl.a. optrådte som Otto Leisner, sladder-journalisten Gyldenspjæt (Ib Boye) fra Billed-Bladet) og som den nye mandetype, der turde vise følelser og som havde været på grædekursus. Han fortsatte fra 1980 i Cirkusrevyen på Bakken efter at Volmer-Sørensen havde overtaget revyen og parodierede i 1983 sin "landsmand" folkesangeren Ove Bager fra Lundeborg.
Kaj Løvring havde talent som både komiker, parodist og bugtaler. Men det var især i tv-udsendelser, han blev landskendt – især med den fjollede fynske figur "Eskild Fra Svendborg", som han skabte allerede i 1961. Siden gav Volmer-Sørensen ham hans første roller som skuespiller på Amager Scenen. Han spillede især i komedier, farcer og musicals som Sovekammerfarce, Sound of Music, Annie og Ingen er fuldkommen. Han blev udlånt fra Amager Scenen til Aveny Teatret og ABC Teatret. På ABC Teatret spillede han i 1987 i farcen Katten op at stege og modtog Teaterpokalen 1987 for sin præstation. På Aveny Teatret havde han i 1991 rollen som den fallerede far i Entertaineren, og i 1998 var han Menneske-Mortensen i musicaludgaven af Livsens Ondskab på Amager Scenen.
Gennem 1990'erne spillede han bl.a. i en række Rottefælde-revyer i Svendborg. Han debuterede på film i Revykøbing kalder fra 1973 og havde senere roller i bl.a. Brand-Børge rykker ud, Walter og Carlo - op på fars hat, Manden der ville være skyldig, Krummerne, Roser og persille og Carmen og Babyface. På tv debuterede han i 1972 i et Otto Leisner-program som bugtaler-parodist. Senere blev han i 1988 selv show-vært på TV2, og han var en populær deltager i serien Gæt og Grimasser. Desuden medvirkede han i Kirsebærhaven i 1989 og i Den serbiske dansker fra 2001. I de sidste år optrådte Kai Løvring i pensionistforeninger og på plejehjem.

## Privatliv
Kaj Løvring fik fem døtre i sit lange ægteskab med Vera Løvring. Han ligger begravet på Rødovre Kirkegård.

## Filmografi
Spillefilm
| År   | Titel                            | Rolle                                 | Noter              |
| ---- | -------------------------------- | ------------------------------------- | ------------------ |
| 1971 | Nadveren                         |                                       |                    |
| 1973 | Revykøbing kalder                |                                       |                    |
| 1976 | Brand-Børge rykker ud            | krovært                               |                    |
| 1976 | Spøgelsestoget                   | opdager                               |                    |
| 1981 | Olsen-banden over alle bjerge    | rengøringsfirmaets liderlige direktør | kendeste filmrolle |
| 1985 | Walter og Carlo - op på fars hat | konsul                                |                    |
| 1990 | Manden der ville være skyldig    | kontorchef                            |                    |
| 1991 | Krummerne                        | bankfuldmægtig                        |                    |
| 1993 | Roser og Persille                | Orla, Willys ven                      |                    |
| 1995 | Carmen og Babyface               | skoleinspektør                        |                    |
| 1998 | Motello                          | kriminalkommisær                      |                    |

Tv-serier
| År      | Titel                | Rolle                        | Noter                    |
| ------- | -------------------- | ---------------------------- | ------------------------ |
| 1978    | Ret beset            | Ræventlow                    | afsnit 2                 |
| 1985    | Mor er major         | oberst Arthur Gram           |                          |
| 1987    | Bill og Daphne       | kørelæreren                  | afsnit 1-3               |
| 1987    | Sådan er det bare    | patient                      | afsnit 1                 |
| 1989    | Kirsebærhaven 89     | gamle Nicolaisen             |                          |
| 1991-96 | Landsbyen            | Ejnar, Tømmergårdens ejer    | afsnit 1-8               |
| 1997-99 | TAXA                 | manden                       | afsnit 30                |
| 2001    | Den serbiske dansker | politiker Johannes Jørgensen |                          |
| 2002    | Langt fra Las Vegas  | ældre mand i boblebad        | afsnit 22: Monsieur Dipp |

### Tv-julekalendere
| Titel       | År                 | Rolle      |
| ----------- | ------------------ | ---------- |
| Nissebanden | 1984 & 1992 & 2001 | lægen Stub |

Revyer
| Titel              | År                                 | Noter               |
| ------------------ | ---------------------------------- | ------------------- |
| Rottefælden        | 1995 1996                          |                     |
| Cirkusrevyen       | 1976 1980 1981 1982 1983 1984 1988 |                     |
| Holstebro-revyen   | 1986                               |                     |
| Nykøbing F. Revyen | 1972 1975 1978                     | også tekstforfatter |